# Мекенхајм (Палатинат)
Мекенхајм (њем. Meckenheim) општина је у њемачкој савезној држави Рајна-Палатинат. Једно је од 48 општинских средишта округа Бад Диркхајм. Према процјени из 2010. у општини је живјело 3.362 становника. Посједује регионалну шифру (AGS) 7332035.

## Географски и демографски подаци
Мекенхајм се налази у савезној држави Рајна-Палатинат у округу Бад Диркхајм. Општина се налази на надморској висини од 111 m. Површина општине износи 15,1 km². У самом мјесту је, према процјени из 2010. године, живјело 3.362 становника. Просјечна густина становништва износи 223 становника/km².

## Међународна сарадња
| Мјесто | Држава    | Врста сарадње | Од    |
| ------ | --------- | ------------- | ----- |
|        | Француска | партнерство   | 1980. |
| Извор  |           |               |       |